# Liorhina penniops
Liorhina penniops är en insektsart som beskrevs av Hamilton 1980. Liorhina penniops ingår i släktet Liorhina och familjen spottstritar. Inga underarter finns listade i Catalogue of Life.